# دافيد بن باروخ
دافيد بن باروخ (David Ben Baruch) هو حاخام يهودي وولي صالح من أولياء اليهود الصالحين بالمغرب.
يوجد ضريحه بمدينة تارودانت. قدم إلى المغرب في بعثة من أجل جمع أموال من الطائفة اليهودية بالمغرب، اختار الاستقرار بقرية اسمها «مينطيغا»، تبعد بـ70 كيلومترا عن تارودانت، ثم بعدها بقرية «اكزو نباهاما» ثم «تيزرت»، حيث بقي إلى آخر أيامه.
اشتغل دافيد قيد حياته تاجرا وكان يلقب بـ«بابا دودو»، وحسب التراث اليهودي فقد عرف دافيد ببركاته في علاج العقم.